# Natalia Nogulich

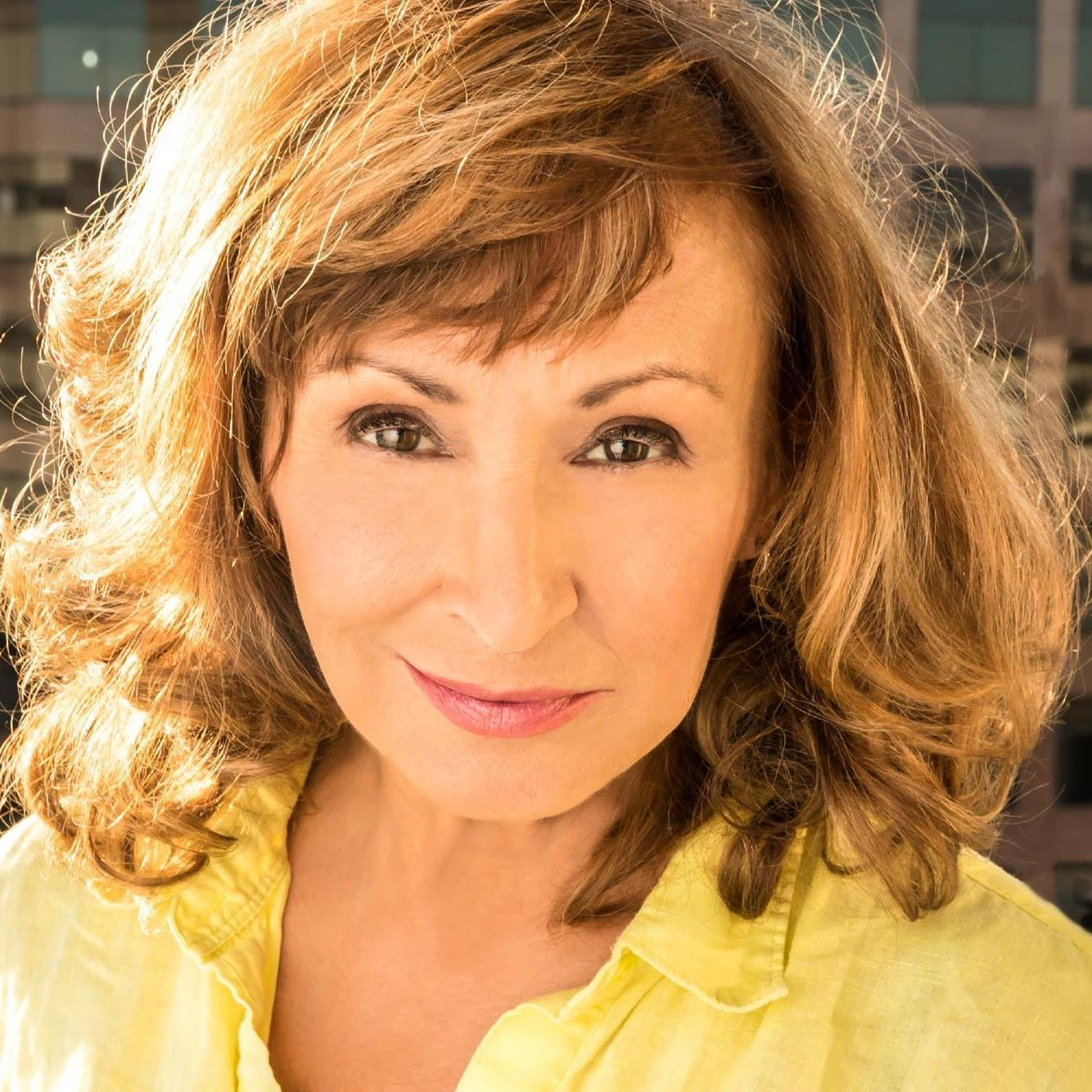
Natalia Nogulich, 2018

Natalia Nogulich (* 1. Oktober 1950 in Chicago, Illinois) ist eine US-amerikanische Schauspielerin. Bis 2016 hat sie in über 130 Film- und Fernsehproduktionen mitgewirkt.

## Leben und Leistungen
Nogulich hat serbische Vorfahren. Sie debütierte in einer Nebenrolle in dem Musikfilm Stoney Island aus dem Jahr 1978. 1980 war sie beim Film Touched by Love als dritte Regieassistentin tätig. Im Thriller Sister, Sister (1987) spielte sie an der Seite von Eric Stoltz, Jennifer Jason Leigh und Judith Ivey eine der größeren Rollen. Ein Jahr später übernahm sie im Filmdrama One or the Other die Hauptrolle.
Größere Rollen spielte Nogulich im Horrorfilm Das Kindermädchen (1990) von William Friedkin und in der Filmbiografie Jimmy Hoffa (1992) von Danny DeVito mit Jack Nicholson in der Titelrolle. Im Kriminalfilm Mord ohne Erinnerung (1997) mit Hilary Swank verkörperte sie eine Staatsanwältin, die einen Mann wegen Mordes anklagt, den dieser im Zustand der Schlafwandlung begangen haben soll. Zwei Jahre später spielte sie im Actionthriller Der Todfeind – Ein Mann rächt seine Frau mit Eric Roberts, Hannes Jaenicke und Tatjana Patitz eine Richterin, derer Freispruch den Ehemann der ermordeten Frau zur Rache am Anwalt des Beklagten treibt. Im Fernsehfilm Pizza My Heart (2005) übernahm sie eine größere Rolle an der Seite von Shiri Appleby und Dan Hedaya.
In den Jahren 1992 bis 1994 spielte sie in den Star-Trek-Serien Raumschiff Enterprise – Das nächste Jahrhundert und Star Trek: Deep Space Nine die Gastrolle der Admiralin „Alynna Nechayev“.

## Filmografie (Auswahl)
- 1978: Stony Island
- 1979: Sie sah den Mörder (Mind Over Murder)
- 1981: Vier Freunde (Four Friends)
- 1983: MysteryDisc: Many Roads to Murder
- 1984: Vamping
- 1987: Sister, Sister
- 1988: One or the Other (Kurzfilm)
- 1989: Schöne Bescherung (Christmas Vacation)
- 1990: Das Kindermädchen (The Guardian)
- 1992: Jimmy Hoffa (Hoffa)
- 1993: Blood in Blood Out – Verschworen auf Leben und Tod (Bound by Honor)
- 1992–1994: Raumschiff Enterprise – Das nächste Jahrhundert (Star Trek: The Next Generation, Fernsehserie, 4 Folgen)
- 1994: Star Trek: Deep Space Nine (Fernsehserie, 2 Folgen)
- 1995: Murder One – Der Fall Jessica (Murder One)
- 1996: Auge um Auge (Eye for an Eye)
- 1997: Mord ohne Erinnerung (The Sleepwalker Killing)
- 1998: Home Improvement (Fernsehserie, Folge 8x07)
- 1999: Der Todfeind – Ein Mann rächt seine Frau (Restraining Order)
- 2001: Dying to Dance
- 2005: Pizza My Heart
- 2008: Deckname Jane Doe: Das gefälschte Original (Jane Doe: Eye of the Beholder, Fernsehfilm)
- 2008: The Middleman (Fernsehserie, Folge 1x09)
- 2011: I Melt with You
- 2011: Hot in Cleveland (Fernsehserie, Folge 2x04)
- 2012, 2014: Suburgatory (Fernsehserie, 2 Folgen)
- 2013: Guys with Kids (Fernsehserie, Folge 1x11)
- 2013: Die Rückkehr der Zauberer vom Waverly Place (The Wizards Return: Alex vs. Alex, Fernsehfilm)
- 2013: Red Widow (Fernsehserie, 5 Folgen)
- 2013: Navy CIS (NCIS, Fernsehserie, Folge 10x24)
- 2013: 2 Broke Girls (Fernsehserie, Folge 3x09)
- 2014: Criminal Minds (Fernsehserie, Folge 9x13)
- 2015: Glee (Fernsehserie, Folge 6x12)
- 2023: All Happy Families

Videospiele
- 2009: Ready 2 Rumble Revolution